# Javorovité
Javorovité (Aceraceae) je bývalá čeleď vyšších dvouděložných rostlin, která zahrnovala asi 120 druhů stromů a keřů ve dvou rodech, javor (Acer) a Dipteronia. Dnes náleží oba rody do čeledi mýdelníkovité (Sapindaceae).

## Popis
Zástupci obou rodů jsou dřeviny se vstřícně postavenými listy a s poltivými plody šířenými větrem. Semena jsou bez endospermu. Vyskytují se v mírném pásu či v tropických pohořích.

## Klasifikace
S nástupem molekulárních metod bylo zjištěno, že čeleď mýdelníkovité v klasickém smyslu je parafyletická, a čeleď javorovité (Aceraceae) do ní byla spolu s čeledí jírovcovité (Hippocastanaceae) vřazena.